# Goya (miniserie televisiva)
Goya è una miniserie televisiva spagnola del 1985 diretta da José Ramón Larraz e basata sulla vita del pittore spagnolo Francisco Goya.